# Voordelta

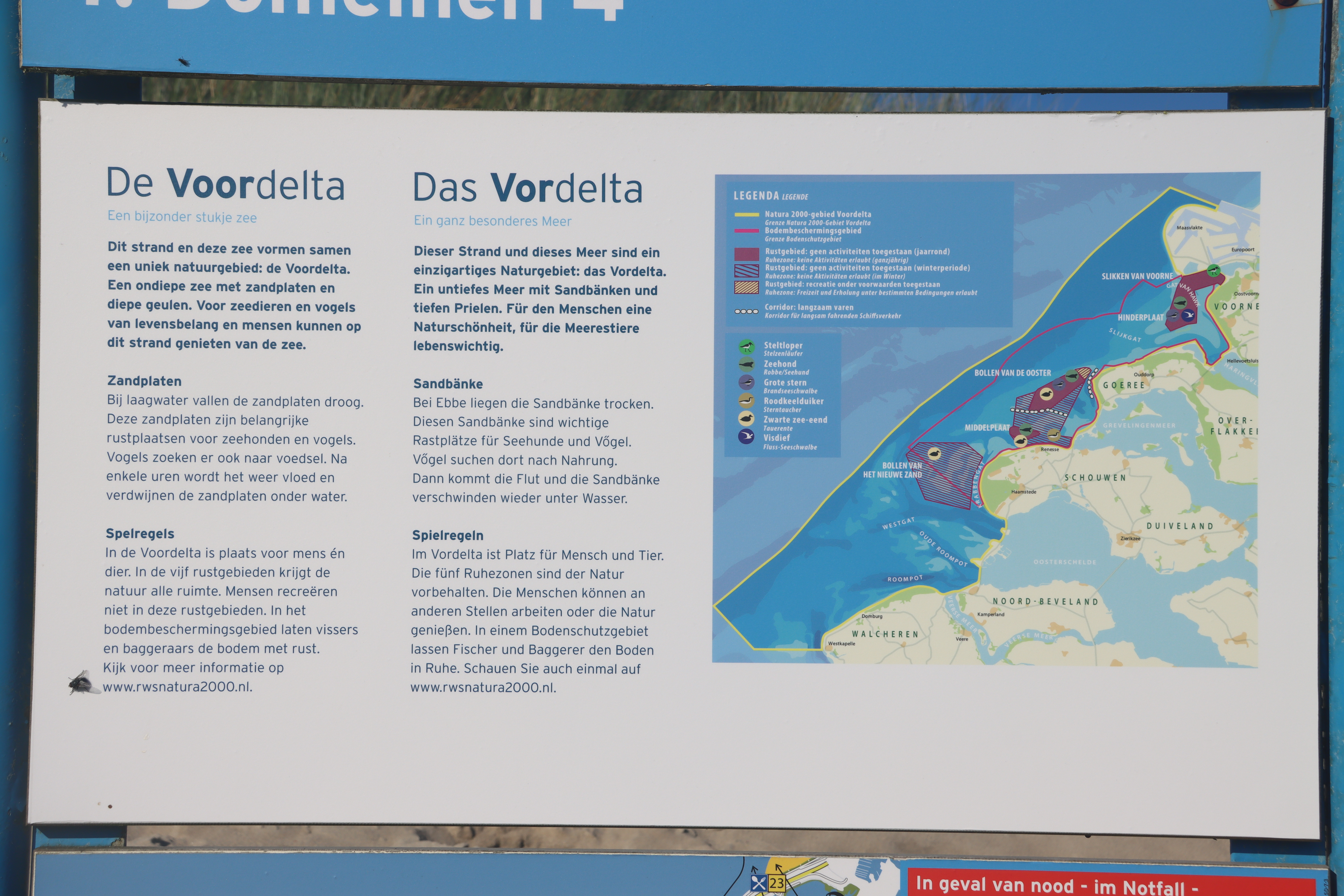
infobord Natura 2000-gebied Voordelta, strand van Westenschouwen

Voordelta is een Natura 2000-gebied (classificatie:Noordzee, Waddenzee en Delta, nummer 113) in de Nederlandse provincies Zeeland en Zuid-Holland. Het Natura 2000-gebied strekt zich uit over Goeree-Overflakkee, Hellevoetsluis, Noord-Beveland, Rotterdam, Schouwen-Duiveland, Veere, Vlissingen en Westvoorne. Het gebied bestaat uit de ondiepe kust voor de Zeeuwse en Zuid-Hollandse delta, met zandplaten, ondiepe kustwateren, diepe geulen, stranden en duinen. In de Voordelta komen onder andere zeehond, bruinvis, roodkeelduiker, grote stern, visdief, diverse steltlopers en zwarte zee-eend voor.
De Voordelta werd in 2008 aangewezen als Natura2000-gebied. In hetzelfde jaar werd in het convenant Visie en vertrouwen afgesproken dat de kwaliteit van de natuur in de Voordelta verhoogd zou worden, ter compensatie van de achteruitgang van de natuur door de aanleg van de Tweede Maasvlakte. In april 2022 stapten zeven natuurorganisaties naar de rechter omdat zij van mening waren dat de compensatie onvoldoende is geweest, en het natuurherstel in Voordelta onvoldoende.